# Sérgio Utsch
Sérgio Utsch (Belo Horizonte, 22 de junho de 1974) é um jornalista brasileiro. Na TV Globo, foi repórter do Jornal Nacional e Jornal da Globo. Desde 2005 integra a equipe do telejornal SBT Brasil. Em 15 anos de carreira, cobriu os Jogos Olímpicos da China, Copa do Mundo da Alemanha e o conflito árabe-israelense. Em 2007 ganhou menção honrosa no Prêmio Vladimir Herzog pela série de reportagens Infância Roubada.